# A Rainy Day in New York
A Rainy Day in New York is een Amerikaanse romantische komedie uit 2019 die geschreven en geregisseerd werd door Woody Allen. De hoofdrollen worden vertolkt door Elle Fanning, Timothée Chalamet, Jude Law en Selena Gomez.

## Verhaal
Ashleigh en haar vriend Gatsby brengen een weekend door in Manhattan, waar ze de befaamde regisseur Roland Pollard mag interviewen. Ze laat zich meeslepen in de filmwereld van Roland en verliest zo haar weekend met Gatsby uit het oog. Gatsby op zijn beurt wordt verliefd op Shannon, het zusje van zijn ex-vriendin van de middelbare school.

## Rolverdeling
| Acteur              | Personage       |
| ------------------- | --------------- |
| Elle Fanning        | Ashleigh        |
| Timothée Chalamet   | Gatsby          |
| Jude Law            | Ted Davidoff    |
| Selena Gomez        | Shannon         |
| Diego Luna          | Francisco Vega  |
| Liev Schreiber      | Roland Pollard  |
| Annaleigh Ashford   | Lily            |
| Rebecca Hall        | Connie          |
| Cherry Jones        | Gatsby's mother |
| Kathryn Leigh Scott | Wanda           |

## Productie

### Ontwikkeling
In 2015 begon Amazon Studios een samenwerking met filmmaker Woody Allen. De regisseur ontwikkelde voor de Amazon-streamingdienst Prime Video de zesdelige miniserie Crisis in Six Scenes (2016), waarna de studio in februari 2016 voor 15 miljoen dollar ook de Noord-Amerikaanse distributierechten van Allens film Café Society (2016) aankocht. Een jaar later besloot de studio om ook zijn volgende film, Wonder Wheel (2017), te distribueren. Het was de eerste film die Amazon uitbracht zonder hulp van een distributiepartner. In augustus 2017 werd de samenwerking verder uitgebreid en sloot Amazon met Allen een deal voor de productie van vier nieuwe films, voor een totale waarde tussen 68 en 73 miljoen dollar.

### Casting
In augustus 2017, enkele maanden voor de release van Wonder Wheel, raakte bekend dat filmmaker Woody Allen voor zijn derde filmproject voor Amazon zou samenwerken met onder meer Elle Fanning, Timothée Chalamet en Selena Gomez. De cast werd in september 2017 uitgebreid met onder meer Jude Law, Diego Luna, Liev Schreiber, Annaleigh Ashford, Rebecca Hall en Cherry Jones. Een maand later werd ook actrice Suki Waterhouse aan het project toegevoegd.

### Opnames
De opnames voor A Rainy Day in New York gingen op 11 september 2017 van start in New York en eindigden eind oktober 2017. Aan het einde van de opnames bevestigde Allen dat de titel van de film A Rainy Day in New York luidde.
De filmopnames werden geleid door de Italiaanse cameraman Vittorio Storaro, met wie Allen ook aan zijn twee vorige films, Café Society en Wonder Wheel, had samengewerkt.

## Release en controverse
De opnames en post-productie van de film liepen samen met de opkomst van de MeToo-beweging. De beweging zorgde ervoor dat Woody Allens controversiële rechtszaak uit 1992, waarin hij werd vrijgesproken van seksueel misbruik, opnieuw werd opgerakeld. Onder meer zijn eigen zoon Ronan Farrow, die met zijn artikels over Harvey Weinstein een prominente rol speelde in de expansie van de MeToo-beweging, bracht de oude rechtszaak meermaals in de aandacht.
De heropleving van de controversiële zaak zorgde er in de daaropvolgende maanden voor dat zowel Amazon als verschillende acteurs zich van de regisseur en diens films begonnen te distantiëren. Griffin Newman verklaarde dat hij spijt had dat hij aan A Rainy Day in New York had meegewerkt en doneerde in oktober 2017 zijn salaris voor de film aan de non-profitorganisatie Rape, Abuse & Incest National Network (RAINN). In januari 2018 doneerden ook Timothée Chalamet, Selena Gomez en Rebecca Hall hun salaris aan verschillende organisaties en bewegingen die strijden tegen seksueel misbruik.
Door de controverse besloot Amazon begin 2018 om de release van A Rainy Day in New York uit te stellen tot 2019. Enkele maanden later, in juni 2018, besloot Amazon om de film niet langer uit te brengen en de samenwerking met Allen stop te zetten. Bijgevolg eiste Allen in februari 2019 een schadevergoeding van 68 miljoen dollar van de studio. De zaak werd negen maanden later in der minne geschikt.
Begin mei 2019 werd het filmproject door verschillende Europese distributeurs opgepikt. In België en Nederland werd de film uitgebracht door Paradiso. Eind mei liet Amazon de Amerikaanse distributierechten terugkeren naar Allen.